# Leslie (Misuri)
Leslie es una villa ubicada en el condado de Franklin en el estado estadounidense de Misuri. En el Censo de 2010 tenía una población de 171 habitantes y una densidad poblacional de 388,37 personas por km².

## Geografía
Leslie se encuentra ubicada en las coordenadas 38°25′5″N 91°13′51″O / 38.41806, -91.23083. Según la Oficina del Censo de los Estados Unidos, Leslie tiene una superficie total de 0.44 km², de la cual 0.44 km² corresponden a tierra firme y (0%) 0 km² es agua.

## Demografía
Según el censo de 2010, había 171 personas residiendo en Leslie. La densidad de población era de 388,37 hab./km². De los 171 habitantes, Leslie estaba compuesto por el 96.49% blancos, el 0% eran afroamericanos, el 0.58% eran amerindios, el 0% eran asiáticos, el 0% eran isleños del Pacífico, el 0% eran de otras razas y el 2.92% pertenecían a dos o más razas. Del total de la población el 2.34% eran hispanos o latinos de cualquier raza.